# 东海水道
东海水道，位于中华人民共和国广东省佛山市顺德区西南部的一条河涌，是西江干流入海水道的一条分汊，西起杏坛镇南华村，东南流5.2千米处被江中海心沙和南沙围将水道一分为二，至莺哥嘴汇合，同时右岸分流出小榄水道，余流转向东北，至龙涌沙顶后分叉流入容桂水道和鸡鸦水道。河长20千米，河宽450～1400米。